# 山彥
山彥是日本傳說中的山神、精靈以及妖怪。

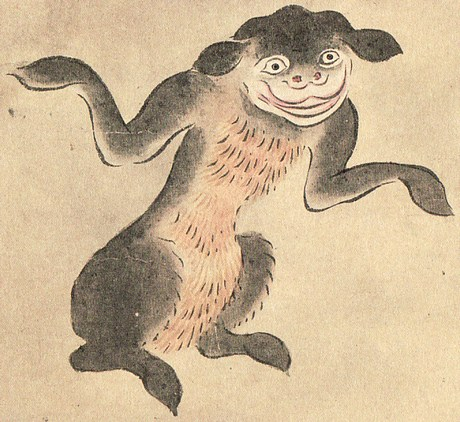
佐脇嵩之『百怪圖卷』所描繪的山彥。

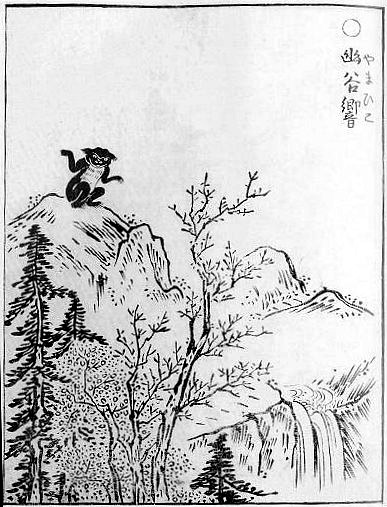
鳥山石燕『畫圖百鬼夜行』所描繪的幽谷響。

對著山或谷的斜面發出聲音，不久後會有回聲傳來；這種現象被認為是山彥的回應，或是山彥引起的現象。
因此回聲這種現象就被直接稱呼為山彥，也可以表記為幽谷響，此外寄宿在樹木裡的精靈（木靈）也會回應人聲，這時候的回聲則稱呼為木靈。山彥的外表各地傳承都不盡相同，有類似狗或鳥甚至是岩石的說法。

## 各地傳承
鳥取縣鳥取市傳說山中住有名為呼子（よぶこ）或呼子鳥（よぶこどり）的妖怪，牠們也會像山彥般回應人聲。。
高知縣幡多郡橋上村（現為宿毛市）傳說楠山的深山中會不分晝夜地突然傳出恐怖的聲音，這個現象也被稱為山彥（ヤマヒコ）。
西日本則因為木靈和山彥一樣都會回應人聲，於是與同樣住在樹中的妖怪彭侯視為同一種妖怪。。
長野縣北安曇郡的小岩岳有著名為山彦岩的岩石，傳說中也會回應人聲。

## 外部連結
- 水木しげるロードの妖怪たち （境港市観光協会内）